# Salles-Lavalette
Pour les articles homonymes, voir Salles.
Salles-Lavalette est une commune du Sud-Ouest de la France, située dans le département de la Charente (région Nouvelle-Aquitaine).
Ses habitants sont les Sallesiens et les Sallesiennes.

## Géographie

### Localisation et accès
Salles-Lavalette est une commune du Pays de Lavalette, située dans le Sud Charente et limitrophe du département de la Dordogne, à 8 km à l'est de Montmoreau et 30 km au sud d'Angoulême, sur la rive droite de la Lizonne.
Salles-Lavalette est aussi à 8 km au nord de Saint-Séverin, 11 km à l'ouest de Verteillac, 12 km au sud de Villebois-Lavalette, chef-lieu de son canton, 14 km au nord d'Aubeterre et 17 km au nord-ouest de Ribérac.

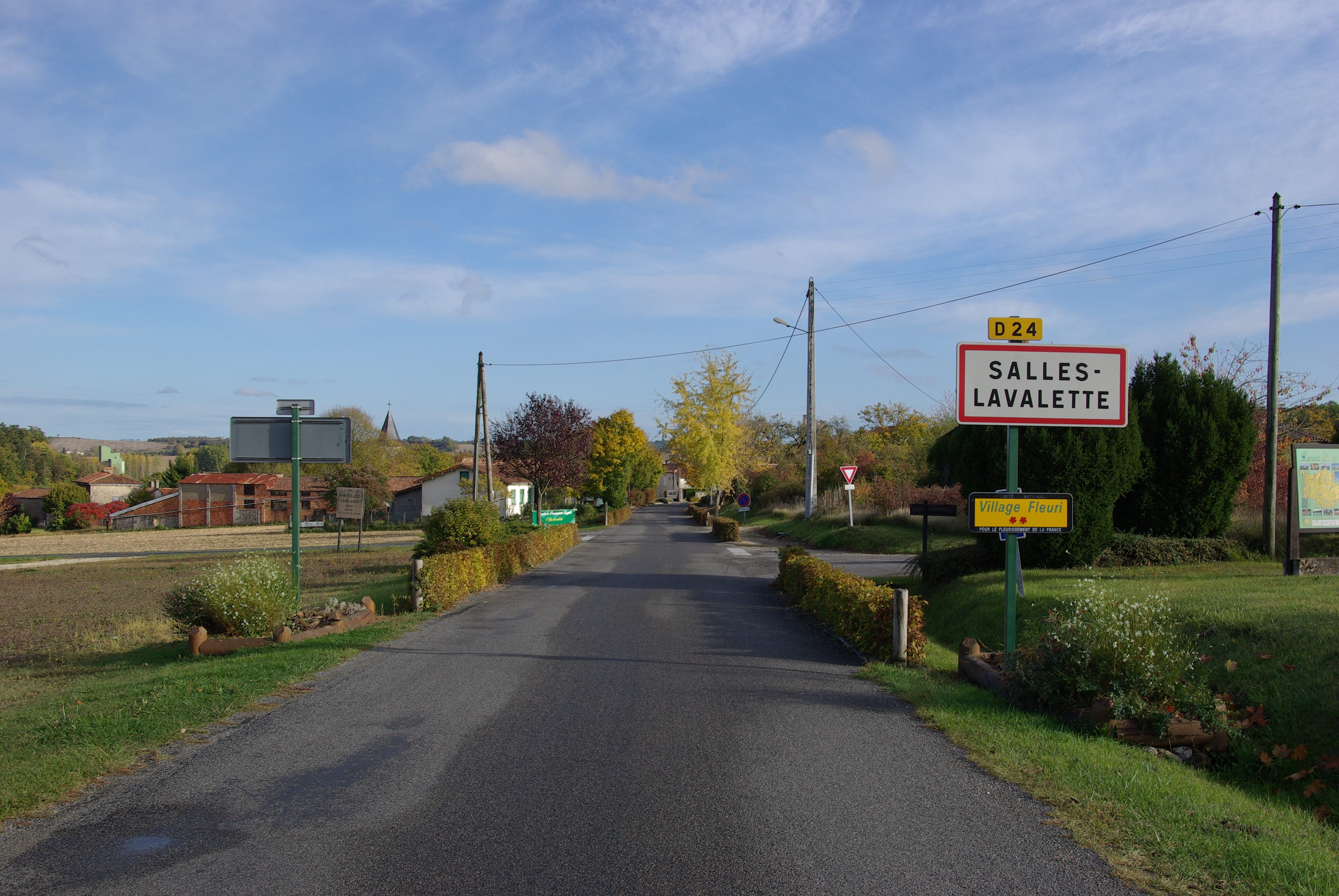
La D 24 entrant dans le bourg au nord-ouest.

À l'écart des routes importantes, la commune est traversée par la D 17, route d'Aubeterre et Saint-Séverin à Villebois, qui longe la Lizonne à l'est de la commune et qui passe à 1 km du bourg. La D 24, route de Montmoreau à Verteillac (D 1 en Dordogne) qui lui est transversale dessert le bourg. Enfin, la D 19, route de crête de Saint-Séverin à Juillaguet en direction d'Angoulême, borde la commune à l'ouest.

### Communes limitrophes
Salles-Lavalette est limitrophe de sept autres communes, dont deux dans le département de la Dordogne.
| Montmoreau | Vaux-Lavalette   | Vendoire (Dordogne)                   |
|            | Salles-Lavalette | Nanteuil-Auriac-de-Bourzac (Dordogne) |
| Juignac    | Montignac-le-Coq | Palluaud                              |

### Géologie et relief
Géologiquement, la commune est située dans les coteaux calcaires du Bassin aquitain datant du Crétacé supérieur.
On trouve le Campanien, calcaire crayeux, sur toute la surface communale. La crête à l'extrême nord-ouest de la commune est recouverte de dépôts du Tertiaire (Lutétien et Cuisien) composés de galets, sables et argiles, propice aux bois de châtaigniers.
La vallée de la Lizonne, à l'est, est occupée par des alluvions récentes du Quaternaire composées de sable et tourbe,,.
Le relief de la commune est celui du versant occidental de la vallée de la Lizonne, compris entre une crête élevée à l'ouest et le cours d'eau à l'est, tous deux parallèles de direction nord-sud. De nombreux épaulements et vallons secondaires descendent vers l'est et rendent le terrain communal très vallonné.
Le point culminant est à une altitude de 191 m, situé à l'extrémité sud-ouest, près du château d'eau de Bel-Air. Le point le plus bas est à 65 m, situé le long de la Lizonne en limite sud-est. Le bourg s'étage entre 80 et 100 m d'altitude.

### Hydrographie

#### Réseau hydrographique
La commune est située dans le bassin de la Dordogne au sein du Bassin Adour-Garonne. Elle est drainée par la Lizonne, un bras de la Lizonne, l'Auzonne, et par divers petits cours d'eau, qui constituent un réseau hydrographique de 16 km de longueur totale,.
La Lizonne, affluent de la Dronne et donc dans le bassin de la Dordogne, limite la commune à l'est. Le canal des Moulins, parallèle au cours principal, alimente trois moulins. D'anciennes tourbières occupent aussi le nord de la commune.
Quelques ruisseaux affluents occupent les vallons, comme la Font Saint-Martin et le ruisseau de Nogerède, qui se rejoignent au pied du bourg. Au nord de la commune, un autre ruisseau passe près de Barillaud. Il y a aussi quelques ruisseaux temporaires. On trouve aussi dans ces vallons de petites retenues d'eau.

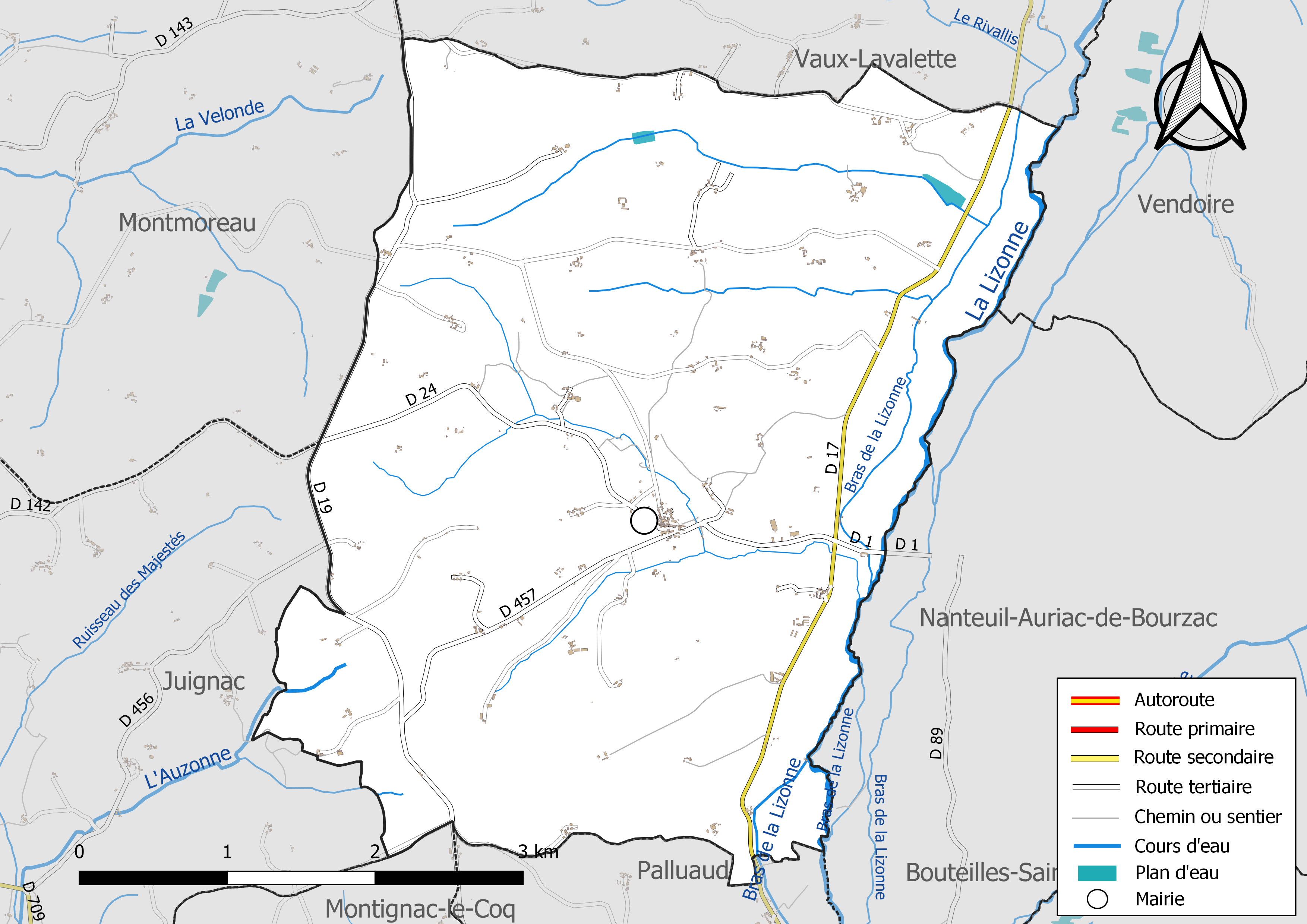
Réseaux hydrographique et routier de Salles-Lavalette.
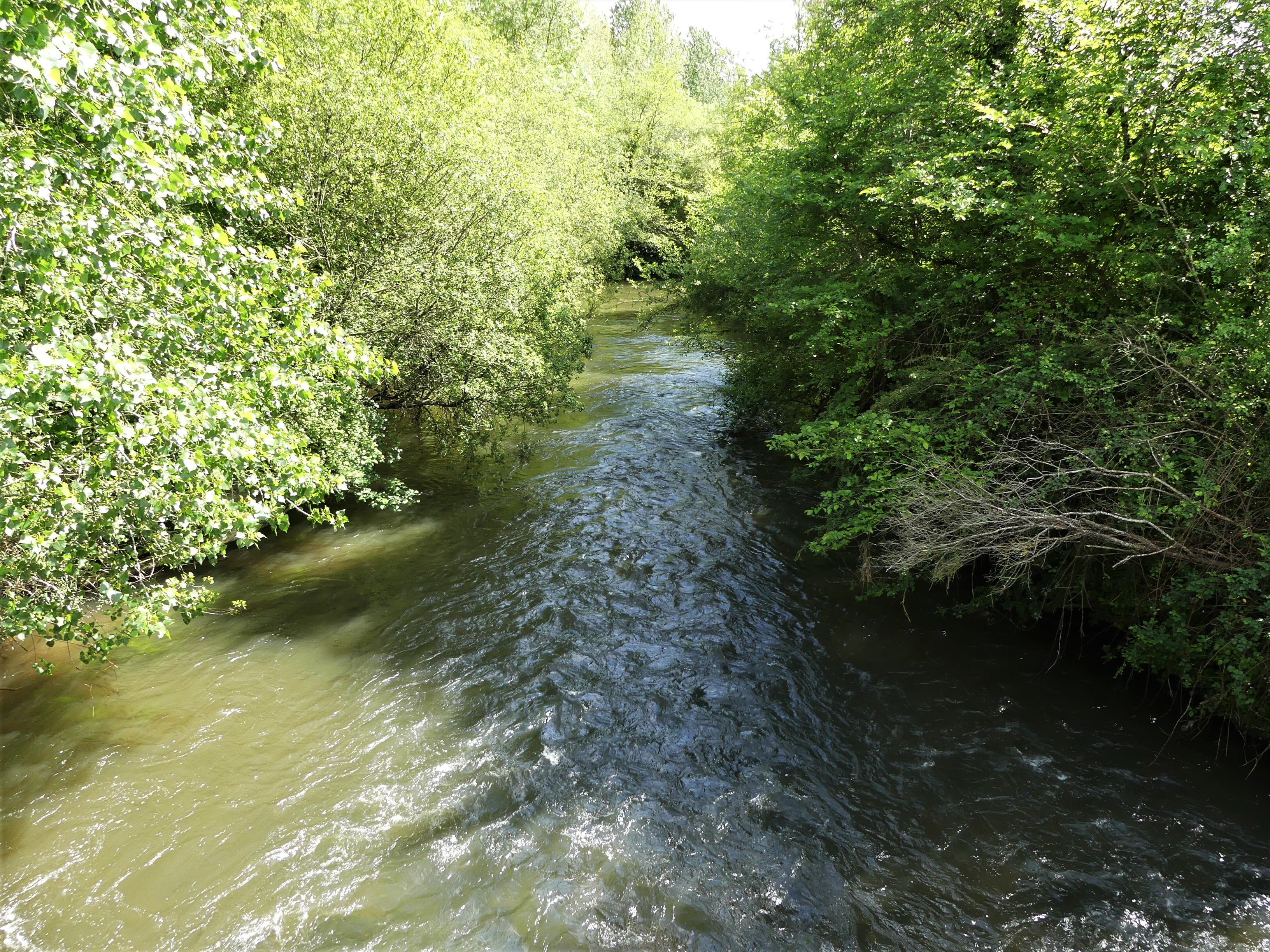
La Lizonne au pont des RD 1 et 24, en limite du département de la Dordogne.
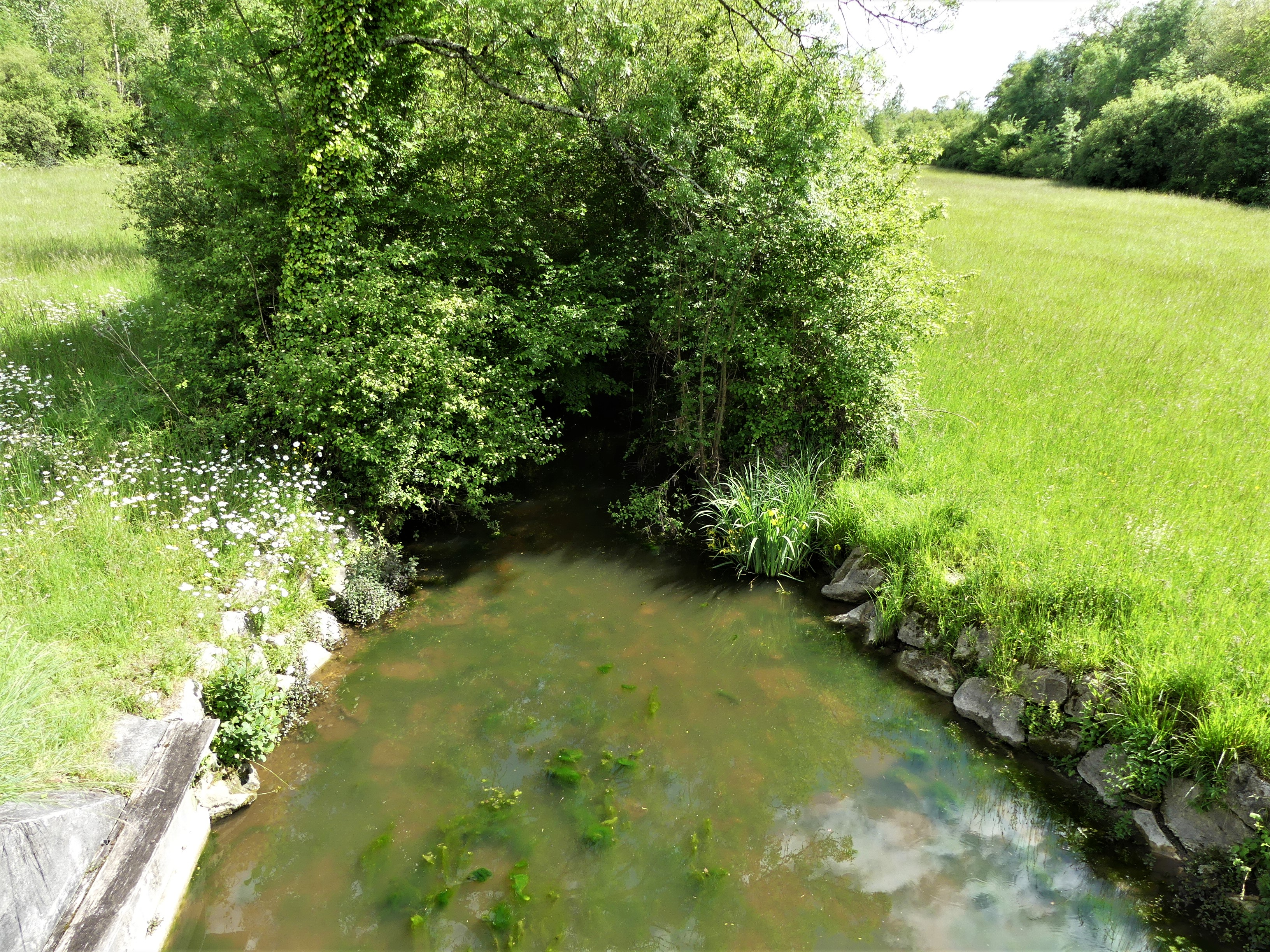
Le bras oriental du canal des Moulins au lieu-dit Moulin Neuf.
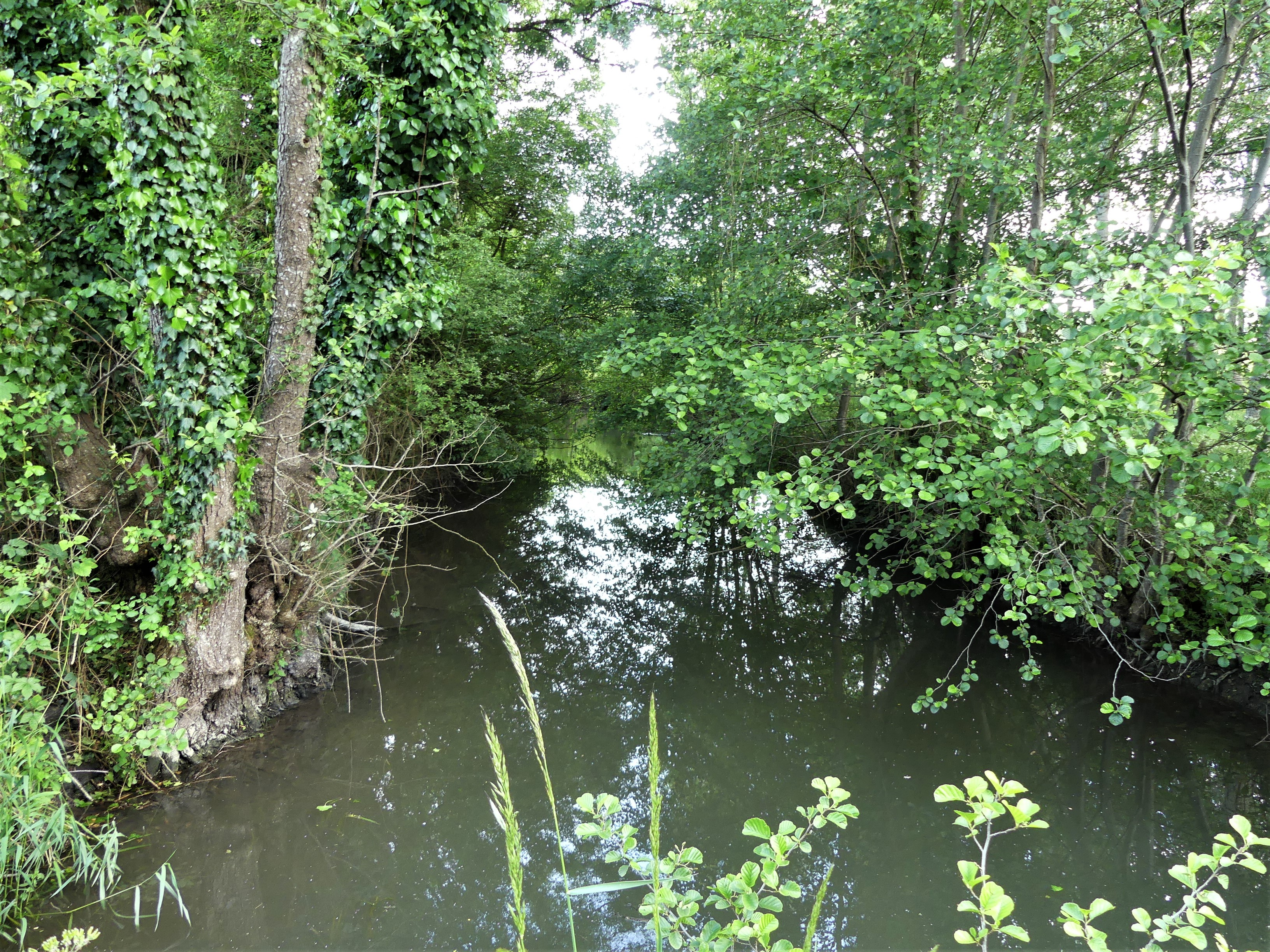
Le canal des Moulins à l'est du lieu-dit Maine Barillaud.

#### Gestion des eaux
Le territoire communal est couvert par le schéma d'aménagement et de gestion des eaux (SAGE) « Isle - Dronne ». Ce document de planification, dont le territoire regroupe les bassins versants de l'Isle et de la Dronne, d'une superficie de 7 500 km2, a été approuvé le 2 août 2021. La structure porteuse de l'élaboration et de la mise en œuvre est l'établissement public territorial de bassin de la Dordogne (EPIDOR). Il définit sur son territoire les objectifs généraux d’utilisation, de mise en valeur et de protection quantitative et qualitative des ressources en eau superficielle et souterraine, en respect des objectifs de qualité définis dans le troisième SDAGE  du Bassin Adour-Garonne qui couvre la période 2022-2027, approuvé le 10 mars 2022.

### Climat
Comme dans les trois quarts sud et ouest du département, le climat est océanique aquitain.

### Milieux naturels et biodiversité

#### ZNIZFF

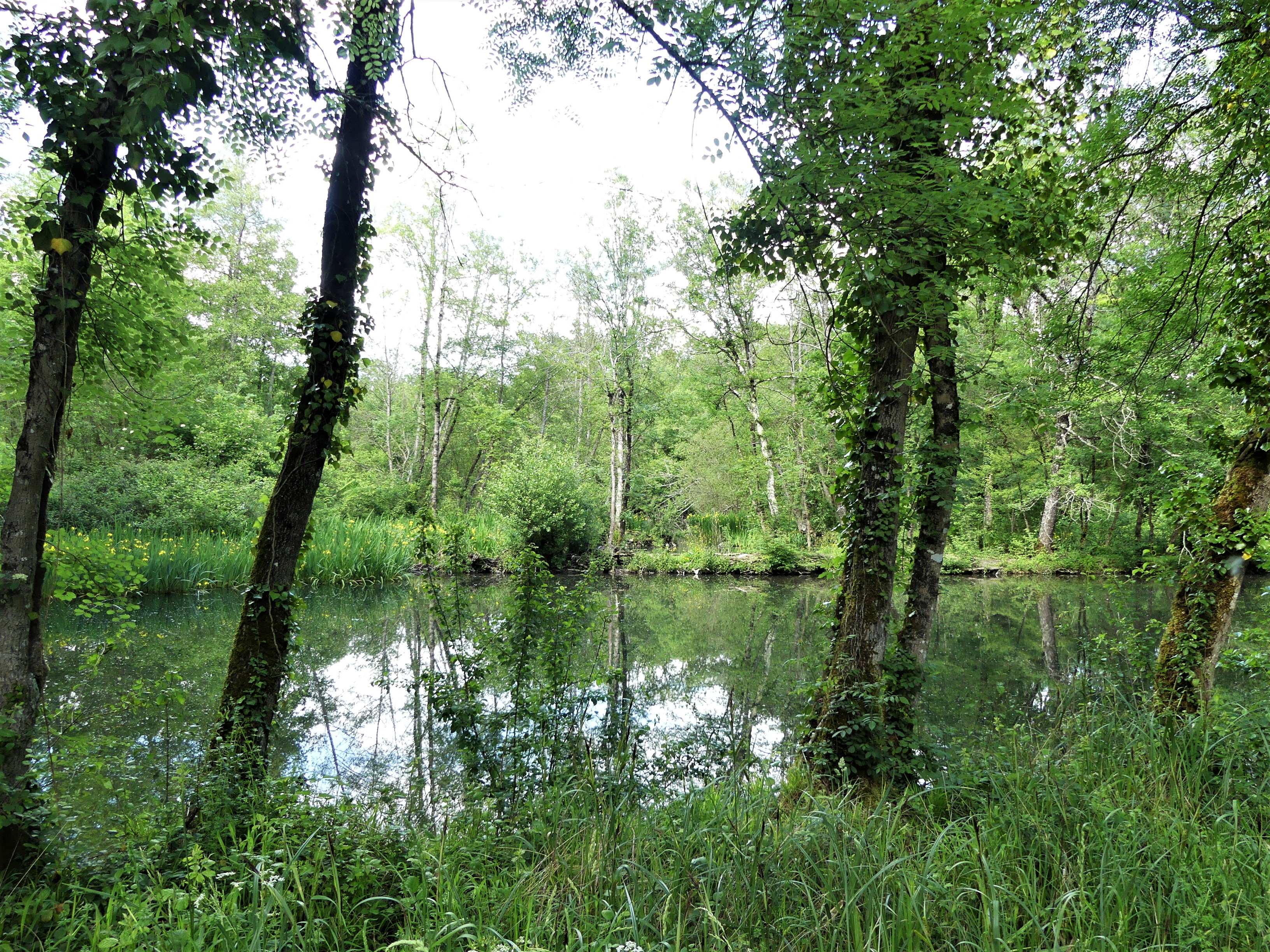
Étang à l'est du lieu-dit Maine Barillaud, dans la ZNIEFF « Tourbières de Vendoire ».

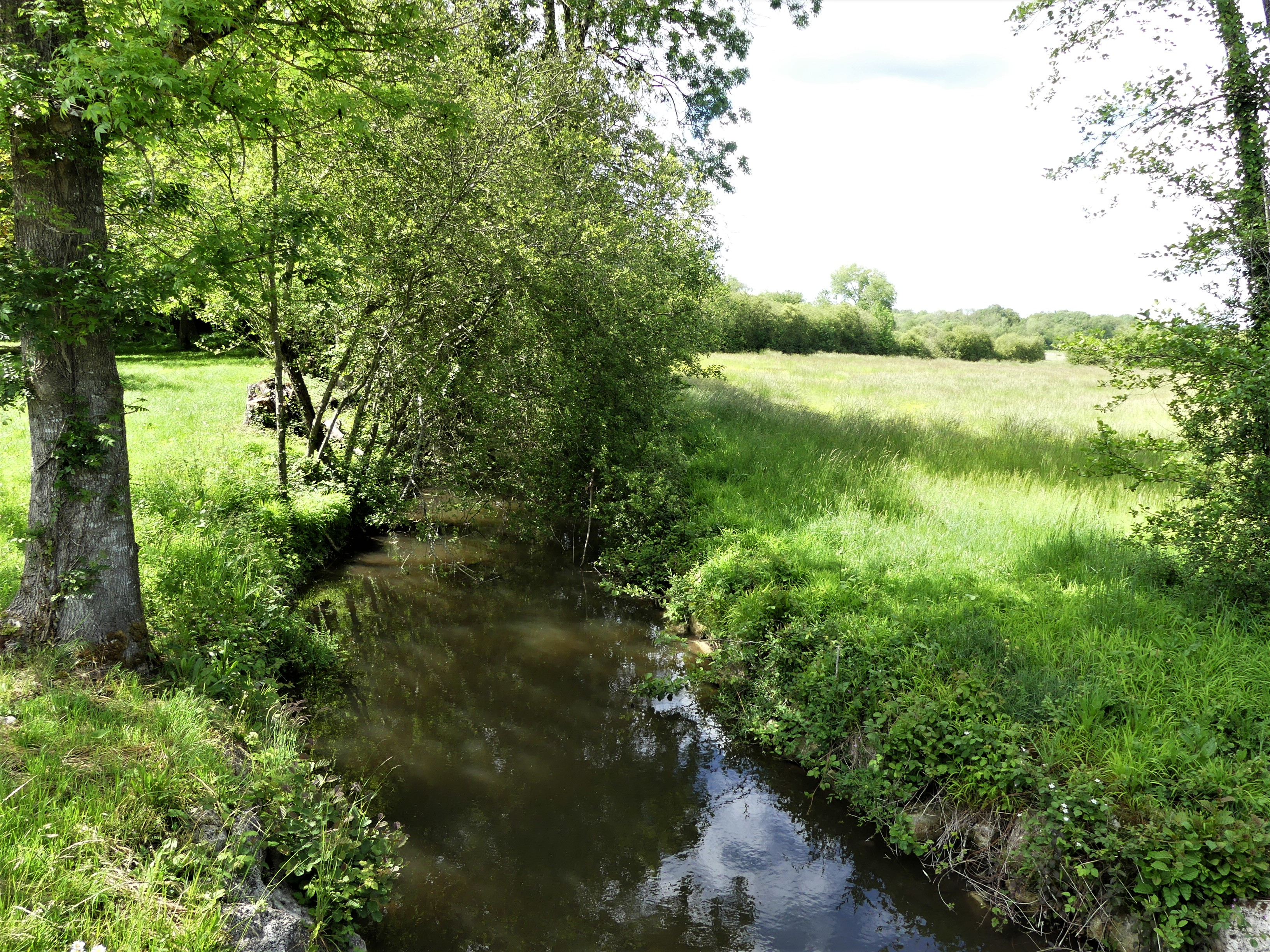
Le bras central du canal des Moulins au lieu-dit Moulin Neuf, à Salles-Lavalette.

Selon l'Inventaire national du patrimoine naturel (INPN), le site « Marais alcalins de la vallée de la Nizonne » concerne la commune de Salles-Lavalette. Dans les faits, les communes du département de la Charente mentionnées par la fiche ne font que tangenter cette zone naturelle d'intérêt écologique, faunistique et floristique (ZNIEFF), intégralement comprise dans le département de la Dordogne, comme le montre la carte du site. Ces communes de Charente, dont Salles-Lavalette, sont traitées dans une autre ZNIEFF décrite ci-dessous.
À Salles-Lavalette, la vallée de la Nizonne fait partie de la ZNIEFF de type II nommée « Vallées de la Nizonne, de la Tude et de la Dronne en Poitou-Charentes »,.
Vingt-deux espèces déterminantes d'animaux y ont été répertoriées :
- un amphibien : la Rainette verte (Hyla arborea) ;
- un crustacé, l'Écrevisse à pattes blanches (Austropotamobius pallipes) ;
- cinq insectes dont trois lépidoptères : l'Azuré de la sanguisorbe (Phengaris teleius), le Cuivré des marais (Lycaena dispar) et le Fadet des laîches (Coenonympha oedippus) et deux odonates : l'Agrion de Mercure (Coenagrion mercuriale) et la Cordulie à corps fin (Oxygastra curtisii) ;
- sept mammifères : la Loutre d'Europe (Lutra lutra) et le Vison d'Europe (Mustela lutreola), ainsi que cinq chauves-souris : le Murin à moustaches (Myotis mystacinus), l'Oreillard roux (Plecotus auritus), la Pipistrelle de Kuhl (Pipistrellus kuhlii), le Petit rhinolophe (Rhinolophus hipposideros) et la Sérotine commune (Eptesicus serotinus) ;
- quatre oiseaux : l'Alouette lulu (Lullula arborea), le Martin-pêcheur d'Europe (Alcedo atthis), le Milan noir (Milvus migrans) et le Tarier des prés (Saxicola rubetra) ;
- trois poissons : le Chabot commun (Cottus gobio), la Lamproie de Planer (Lampetra  planeri) et le Toxostome (Parachondrostoma toxostoma) ;
- un reptile : la Cistude (Emys orbicularis).

Vingt-neuf autres espèces animales (quatre mammifères et vingt-cinq oiseaux) y ont été recensées.
Inclus dans la ZNIEFF ci-dessus, le site « Tourbières de Vendoire » est une ZNIEFF de type I, qui s'étend sur 148,62 hectares, dont un peu plus de la moitié sur le territoire de Salles-Lavalette, le long du cours de la Lizonne et du canal des Moulins. Les communes de Gurat et Vaux-Lavalette sont également concernées.
Onze espèces déterminantes d'animaux ont été répertoriées sur cette ZNIEFF :
- cinq insectes dont trois lépidoptères en 2000 : l'Azuré de la sanguisorbe (Phengaris teleius), le Cuivré des marais (Lycaena dispar) et le Fadet des laîches (Coenonympha oedippus) et deux odonates: l'Agrion de Mercure (Coenagrion mercuriale) et la Cordulie à corps fin (Oxygastra curtisii) ;
- quatre mammifères : le Campagnol amphibie (Arvicola sapidus), le Crossope aquatique (Neomys fodiens), la Loutre d'Europe (Lutra lutra) et le Vison d'Europe (Mustela lutreola) ;
- un oiseau, le Martin-pêcheur d'Europe (Alcedo atthis) ;
- un reptile : la Cistude (Emys orbicularis).

Cinquante-trois autres espèces animales y ont été recensées : dix-huit mammifères et trente-cinq oiseaux.
Six espèces déterminantes de plantes ont été recensées sur la ZNIEFF : la Gentiane des marais (Gentiana pneumonanthe), la Léersie faux-riz (Leersia oryzoides), l'Orchis des marais (Anacamptis palustris), le Potamot coloré (Potamogeton coloratus), le Souchet jaunâtre (Cyperus flavescens) et l'Utriculaire citrine (Utricularia australis), ainsi que 102 autres espèces végétales.

#### Natura 2000
Dans leur traversée de la commune, la Lizonne et sa vallée font partie d'une zone du réseau Natura 2000 « Vallée de la Nizonne » avec vingt espèces animales inscrites à l'annexe II de la directive 92/43/CEE de l'Union européenne :
- sept insectes : l'Agrion de Mercure (Coenagrion mercuriale), l'Azuré de la sanguisorbe (Phengaris teleius), la Cordulie à corps fin (Oxygastra curtisii), le Cuivré des marais (Lycaena dispar), le Damier de la succise (Euphydryas aurinia), le Fadet des laîches (Coenonympha oedippus) et le Gomphe de Graslin (Gomphus graslinii) ;
- dix mammifères : la Loutre d'Europe (Lutra lutra), le Vison d'Europe (Mustela lutreola), et huit chauves-souris : la Barbastelle d'Europe (Barbastella barbastellus), le Grand murin (Myotis myotis), le Grand rhinolophe (Rhinolophus ferrumequinum), le Minioptère de Schreibers (Miniopterus schreibersii), le Murin à oreilles échancrées (Myotis emarginatus), le Murin de Bechstein (Myotis bechsteinii), le Petit murin (Myotis blythii) et le Petit rhinolophe (Rhinolophus hipposideros) ;
- deux poissons : le Chabot fluviatile (Cottus perifretum) et la Lamproie de Planer (Lampetra  planeri) ;
- un reptile : la Cistude (Emys orbicularis).

## Urbanisme

### Typologie
Au 1er janvier 2024, Salles-Lavalette est catégorisée commune rurale à habitat très dispersé, selon la nouvelle grille communale de densité à 7 niveaux définie par l'Insee en 2022.
Elle est située hors unité urbaine et hors attraction des villes,.

### Occupation des sols
L'occupation des sols de la commune, telle qu'elle ressort de la base de données européenne d’occupation biophysique des sols Corine Land Cover (CLC), est marquée par l'importance des territoires agricoles (79,7 % en 2018), en augmentation par rapport à 1990 (77,7 %). La répartition détaillée en 2018 est la suivante : 
terres arables (56,1 %), forêts (20,3 %), zones agricoles hétérogènes (15,2 %), prairies (6,7 %), cultures permanentes (1,7 %). L'évolution de l’occupation des sols de la commune et de ses infrastructures peut être observée sur les différentes représentations cartographiques du territoire : la carte de Cassini (XVIIIe siècle), la carte d'état-major (1820-1866) et les cartes ou photos aériennes de l'IGN pour la période actuelle (1950 à aujourd'hui).

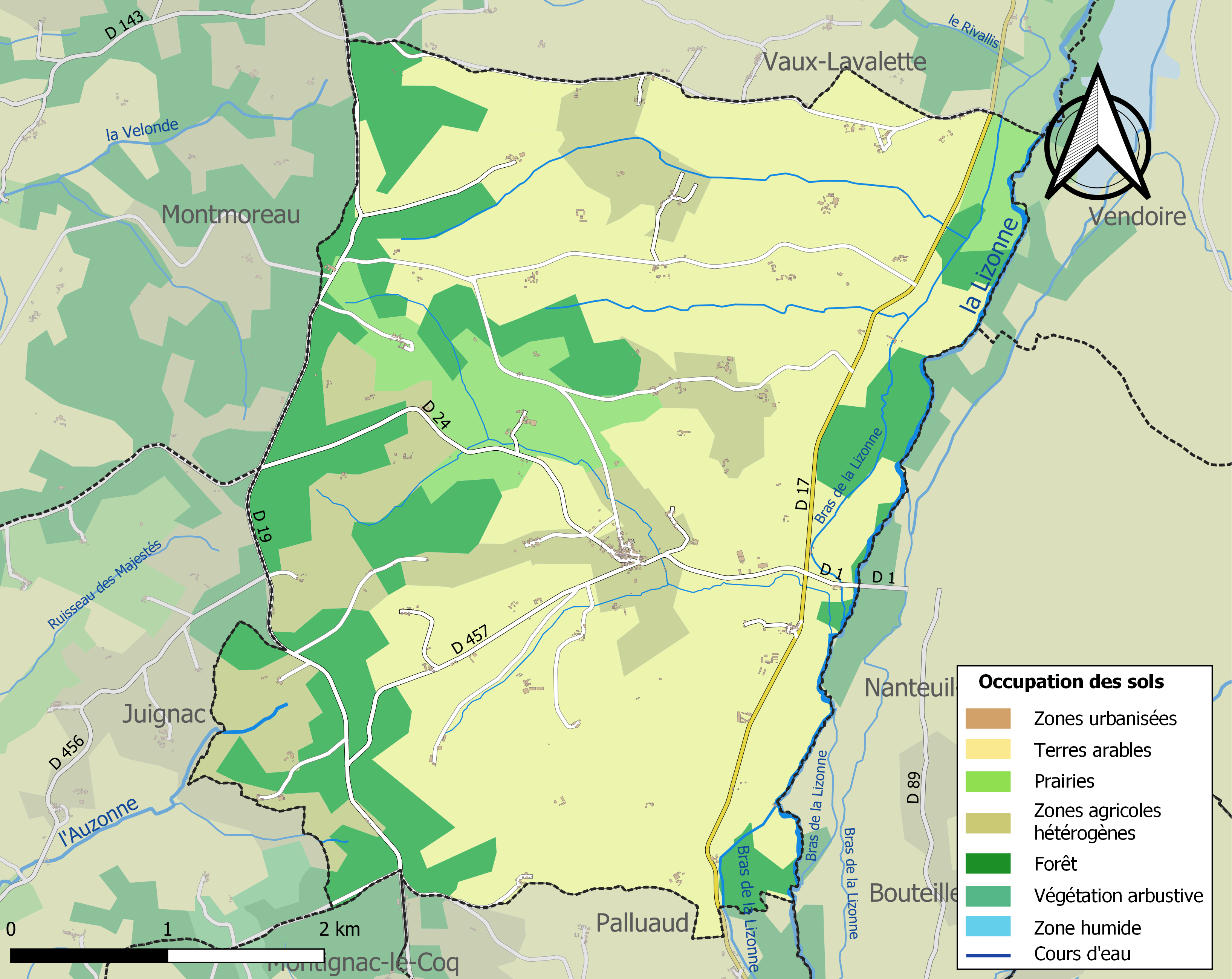
Carte des infrastructures et de l'occupation des sols de la commune en 2018 (CLC).

### Hameaux et lieux-dits
L'habitat est très dispersé, et en dehors du bourg, la commune compte de nombreux hameaux et fermes : Nougerède, Chez Buguet, Vésignole, Chez Rigaud, le Breuil, Loches, Puyraud pour n'en citer que quelques-uns.

### Risques majeurs
Le territoire de la commune de Salles-Lavalette est vulnérable à différents aléas naturels : météorologiques (tempête, orage, neige, grand froid, canicule ou sécheresse) et séisme (sismicité faible). Il est également exposé à un risque technologique, le transport de matières dangereuses. Un site publié par le BRGM permet d'évaluer simplement et rapidement les risques d'un bien localisé soit par son adresse soit par le numéro de sa parcelle.

#### Risques naturels

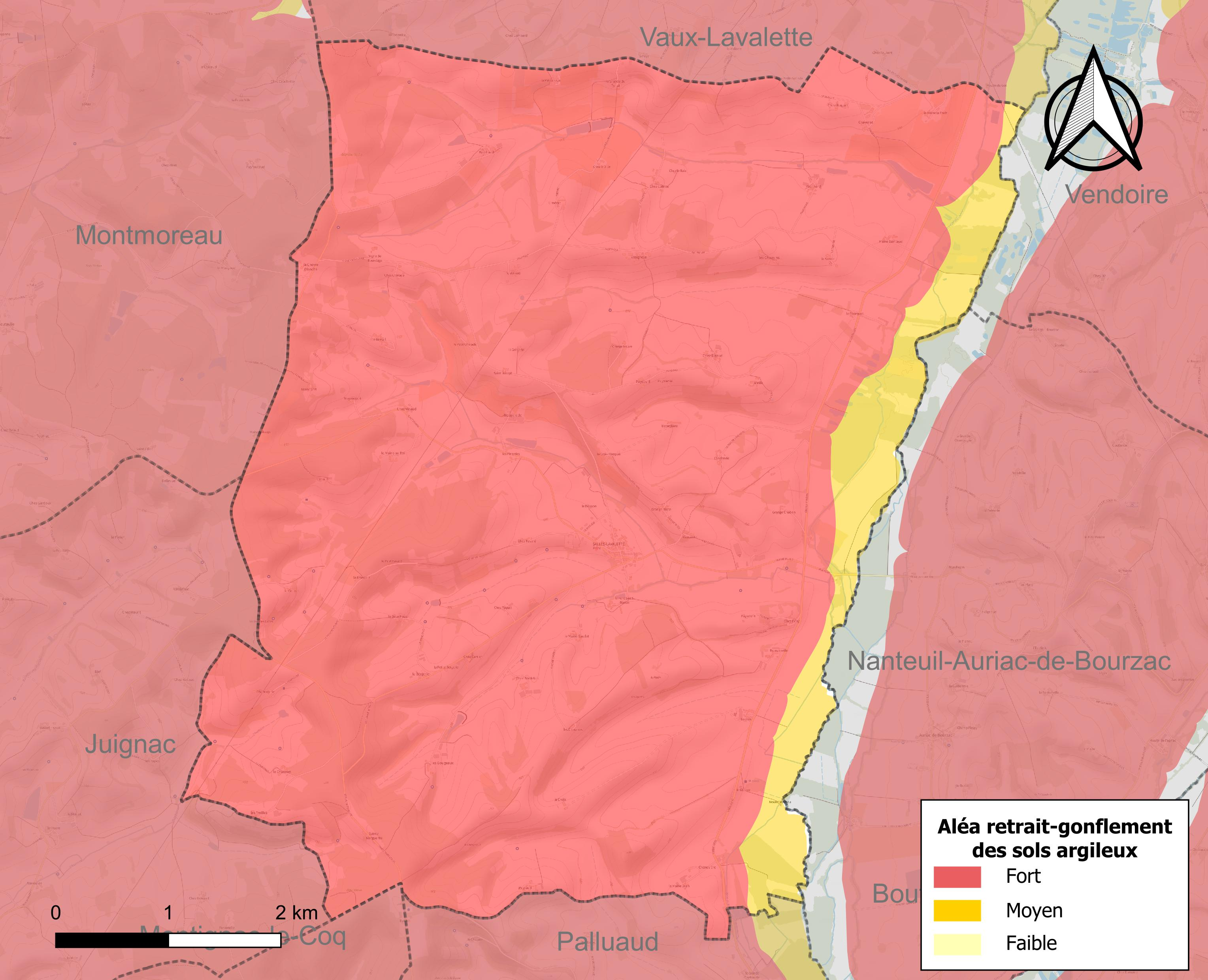
Carte des zones d'aléa retrait-gonflement des sols argileux de Salles-Lavalette.

Le retrait-gonflement des sols argileux est susceptible d'engendrer des dommages importants aux bâtiments en cas d’alternance de périodes de sécheresse et de pluie. 99,8 % de la superficie communale est en aléa moyen ou fort (67,4 % au niveau départemental et 48,5 % au niveau national). Sur les 264 bâtiments dénombrés sur la commune en 2019, 264 sont en aléa moyen ou fort, soit 100 %, à comparer aux 81 % au niveau départemental et 54 % au niveau national. Une cartographie de l'exposition du territoire national au retrait gonflement des sols argileux est disponible sur le site du BRGM,.
Par ailleurs, afin de mieux appréhender le risque d’affaissement de terrain, l'inventaire national des cavités souterraines permet de localiser celles situées sur la commune.
La commune a été reconnue en état de catastrophe naturelle au titre des dommages causés par les inondations et coulées de boue survenues en 1982, 1983, 1986 et 1999. Concernant les mouvements de terrains, la commune a été reconnue en état de catastrophe naturelle au titre des dommages causés par la sécheresse en 2011 et par des mouvements de terrain en 1999.

#### Risques technologiques
Le risque de transport de matières dangereuses sur la commune est lié à sa traversée par une ou des infrastructures routières ou ferroviaires importantes ou la présence d'une canalisation de transport d'hydrocarbures. Un accident se produisant sur de telles infrastructures est susceptible d’avoir des effets graves sur les biens, les personnes ou l'environnement, selon la nature du matériau transporté. Des dispositions d’urbanisme peuvent être préconisées en conséquence.

## Toponymie
Le nom de la commune est attesté par la forme ancienne latinisée de Salis en 1329.
Le mot Salles qui a donné son nom à de nombreuses communes du sud de la France (La Salle, Les Salles, Lasalle, Lassalles, Salles, etc.) dériverait du germanique seli, en allemand saal, désignant « chambre, château ».
La commune a été créée Salles en 1793 du nom de la paroisse, puis nommée Salles-la-Valette en 1801 pour la distinguer des autres communes du même nom dans le département. Elle s'est orthographiée Salles-Lavalette vers la fin du XIXe siècle,.
Le nom Lavalette provient du duché de La Valette érigé à Villebois en 1622 par Louis XIII au profit de Jean-Louis Nogaret de La Valette, duc d'Épernon, gouverneur de l'Angoumois, Saintonge et Guyenne, et seigneur de ce fief.

### Limite linguistique
La commune est dans le domaine occitan (dialecte proche du limousin), et marque la limite avec la langue d'oïl (domaine du saintongeais) à l'ouest.

## Histoire
L'Antiquité a laissé quelques vestiges. Deux bassins bétonnés de l'époque romaine ont été trouvés à Nougerède et aux Grands Champs. Un sarcophage mérovingien avec ossements et scramasaxe a été découvert près de Toutifaut.
Au Moyen Âge, vers l'an mil, la terre de Salles appartenait à l'abbaye de Saint-Cybard. La paroisse faisait partie de l'ancien diocèse de Périgueux, et, en 1117, l'évêque de Périgueux, Guillaume d'Auberoche, donna raison à l'abbaye de Saint-Cybard contre le chapitre de Saint-Martin de Périgueux, qui prétendait avoir des droits sur le prieuré de Salles. Cette sentence fut confirmée en 1119 par Arnaud Géraud de Cabanac, archevêque de Bordeaux.
Le prieuré de Salles fut très éprouvé pendant les XIIIe et XIVe siècles. Il perdit la conventualité vers 1400 et le prieur cessa d'y résider en 1444. À cette époque les maisons prieurales, pourtant cossues, furent déclarées inhabitables.
Au tout début du XXe siècle, plusieurs moulins fonctionnaient encore sur la Lizonne. Après la crise du phylloxéra, le vignoble avait été reconstitué plus rapidement que dans d'autres communes, et produisait un bon vin. Des foires avaient lieu au bourg le 4e lundi du mois.

## Administration

### Liste des maires

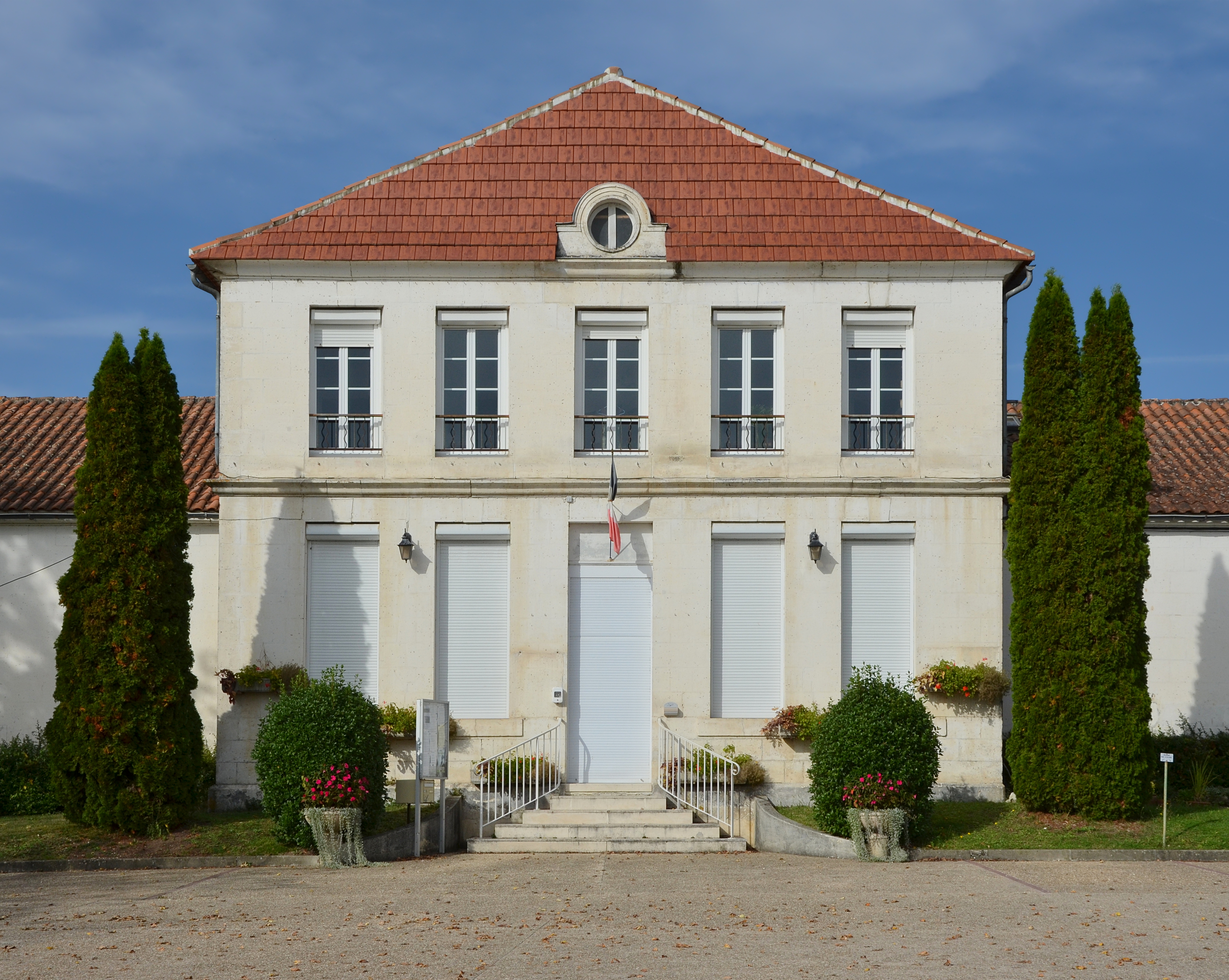
La mairie.

| Période                                  | Période      | Identité                     | Étiquette | Qualité     |
| ---------------------------------------- | ------------ | ---------------------------- | --------- | ----------- |
| Les données manquantes sont à compléter. |              |                              |           |             |
|                                          |              |                              |           |             |
| 1888                                     | 1919         | André-François-Romain Pichon |           |             |
|                                          |              |                              |           |             |
| 1982                                     | 1986         | Michel Pichon                |           |             |
| 2001                                     | 2008         | Michel Eynard                |           |             |
| 2008                                     | juillet 2017 | Éric Gendron                 | SE        | Agriculteur |
| octobre 2017                             | En cours     | Carine Daulon                |           |             |

### Politique environnementale
Dans son palmarès 2024, le Conseil national de villes et villages fleuris de France a attribué deux fleurs à la commune.
La commune est labellisée « Territoire Bio Engagé » depuis 2019.

## Démographie

### Évolution démographique
L'évolution du nombre d'habitants est connue à travers les recensements de la population effectués dans la commune depuis 1793. Pour les communes de moins de 10 000 habitants, une enquête de recensement portant sur toute la population est réalisée tous les cinq ans, les populations de référence des années intermédiaires étant quant à elles estimées par interpolation ou extrapolation. Pour la commune, le premier recensement exhaustif entrant dans le cadre du nouveau dispositif a été réalisé en 2004.

En 2022, la commune comptait 311 habitants, en évolution de −14,79 % par rapport à 2016 (Charente : −0,48 %, France hors Mayotte : +2,11 %).
| 1793  | 1800  | 1806  | 1821  | 1831  | 1841  | 1846  | 1851  | 1856  |
| ----- | ----- | ----- | ----- | ----- | ----- | ----- | ----- | ----- |
| 1 114 | 1 051 | 1 223 | 1 155 | 1 215 | 1 175 | 1 164 | 1 151 | 1 169 |

| 1861  | 1866  | 1872  | 1876  | 1881  | 1886 | 1891 | 1896 | 1901 |
| ----- | ----- | ----- | ----- | ----- | ---- | ---- | ---- | ---- |
| 1 126 | 1 116 | 1 076 | 1 048 | 1 007 | 973  | 895  | 863  | 836  |

| 1906 | 1911 | 1921 | 1926 | 1931 | 1936 | 1946 | 1954 | 1962 |
| ---- | ---- | ---- | ---- | ---- | ---- | ---- | ---- | ---- |
| 879  | 900  | 714  | 765  | 780  | 761  | 678  | 591  | 539  |

| 1968 | 1975 | 1982 | 1990 | 1999 | 2004 | 2006 | 2009 | 2014 |
| ---- | ---- | ---- | ---- | ---- | ---- | ---- | ---- | ---- |
| 503  | 385  | 362  | 365  | 360  | 338  | 334  | 355  | 360  |

| 2019 | 2022 | - | - | - | - | - | - | - |
| ---- | ---- | - | - | - | - | - | - | - |
| 326  | 311  | - | - | - | - | - | - | - |

### Pyramide des âges
La population de la commune est relativement âgée.
En 2018, le taux de personnes d'un âge inférieur à 30 ans s'élève à 26,4 %, soit en dessous de la moyenne départementale (30,2 %). À l'inverse, le taux de personnes d'âge supérieur à 60 ans est de 35,6 % la même année, alors qu'il est de 32,3 % au niveau départemental.
En 2018, la commune comptait 171 hommes pour 168 femmes, soit un taux de 50,44 % d'hommes, largement supérieur au taux départemental (48,41 %).
Les pyramides des âges de la commune et du département s'établissent comme suit.
| Hommes | Classe d’âge | Femmes |
| ------ | ------------ | ------ |
| 0,0    | 90 ou +      | 1,2    |
| 7,9    | 75-89 ans    | 7,4    |
| 27,4   | 60-74 ans    | 27,2   |
| 20,7   | 45-59 ans    | 19,8   |
| 17,7   | 30-44 ans    | 17,9   |
| 12,2   | 15-29 ans    | 6,8    |
| 14,0   | 0-14 ans     | 19,8   |

| Hommes | Classe d’âge | Femmes |
| ------ | ------------ | ------ |
| 1      | 90 ou +      | 2,7    |
| 9,2    | 75-89 ans    | 12     |
| 20,6   | 60-74 ans    | 21,3   |
| 20,7   | 45-59 ans    | 20,3   |
| 16,8   | 30-44 ans    | 16     |
| 15,6   | 15-29 ans    | 13,4   |
| 16,1   | 0-14 ans     | 14,3   |

## Économie

### Agriculture

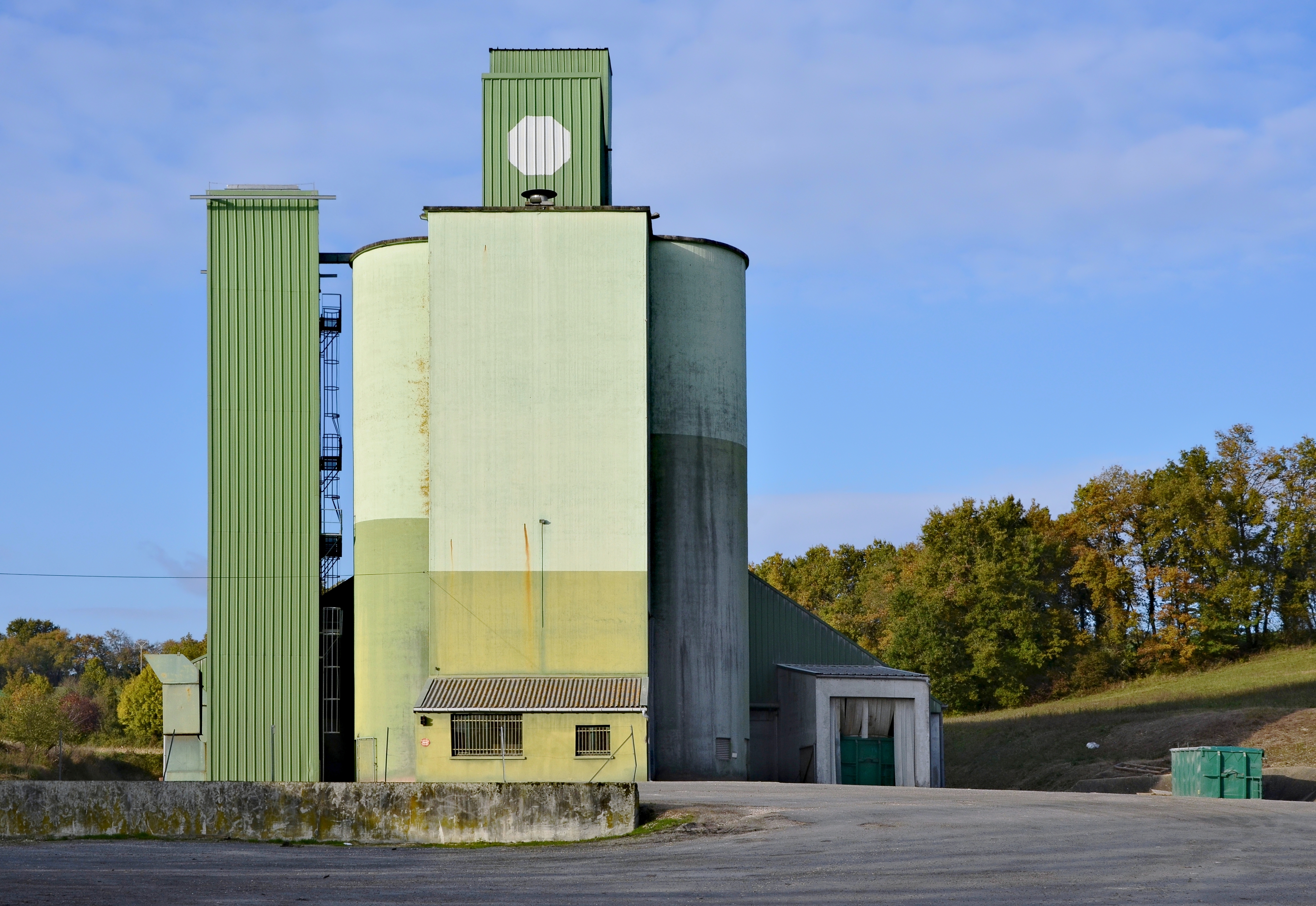
Le silo Charentes Alliance vu de la D 24.

L'activité agricole rythme la commune de Salles-Lavalette. La commune compte près de 20 fermes avec des productions diversifiées : élevages bovins (laitier et allaitant), grandes cultures (céréales, oléagineux, légumineuses, légumes secs et protéagineux), prairies, maraîchage, vigne, production de noix et houblon. En 2025, quatre fermes sont certifiées en Agriculture biologique.
La commune fait partie de l'aire d'origine contrôlée du Cognac « Bons Bois » et de l'AOC/AOP Noix du Périgord.

### Industries et activités artisanales
Plusieurs commerces et activités artisanales dynamisent Salles-Lavalette.
La commune compte une entreprise de fournitures et matériel agricole, les établissements Simonnet. Cette entreprise familiale, renommée dans les alentours, compte six emplois.
Salles-Lavalette compte aussi une entreprise de maçonnerie.
Une microbrasserie paysanne a vu le jour en 2019, la Nouge, qui produit bières blondes, ambrées et stouts. Les ingrédients sont produits à la ferme (orge et houblon).

### Commerces
Une boulangerie, la boulangerie du moulin Sartier, a ouvert fin 2010 au cœur du bourg. Le pain est fabriqué avec la farine moulue au moulin, patrimoine communal, et avec le blé produit sur la commune. On peut également y déguster viennoiseries et pâtisseries.
Le bourg accueille aussi un bar-restaurant, l'Envie Gourmande, sur la place du village face à la mairie et l'école.

## Équipements, services et vie locale

### Enseignement

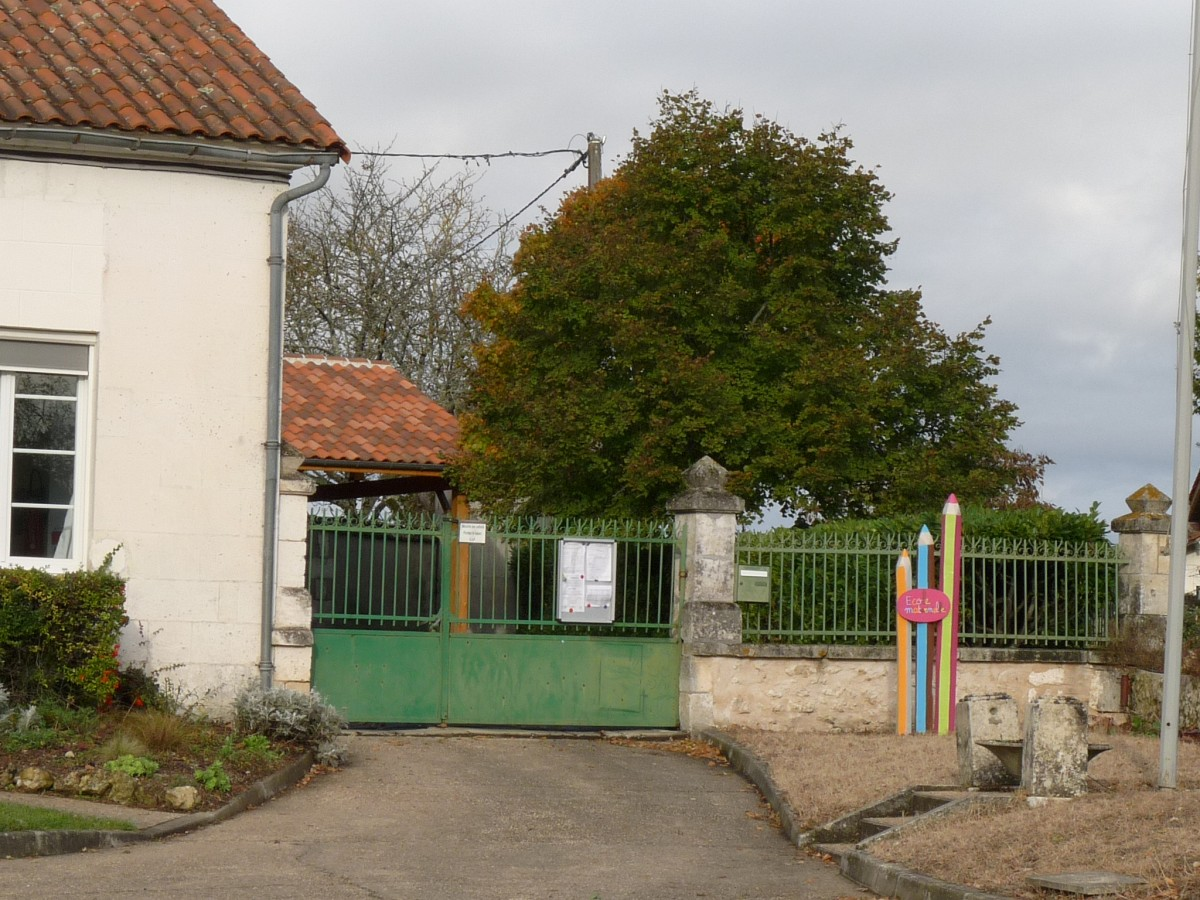
L'école maternelle au pied de la mairie.

L'école est un RPI entre Montignac-le-Coq, Palluaud et Salles-Lavalette. Salles accueille l'école maternelle, et Montignac et Palluaud les écoles élémentaires, avec une classe unique chacune.
Le secteur du collège est Montmoreau.

### Marchés
Un marché réunit tous les vendredis matin de 9 h à 12 h 30 des producteurs locaux dont la maraîchère biologique installée sur les terres communales.

## Lieux et monuments

### Patrimoine religieux

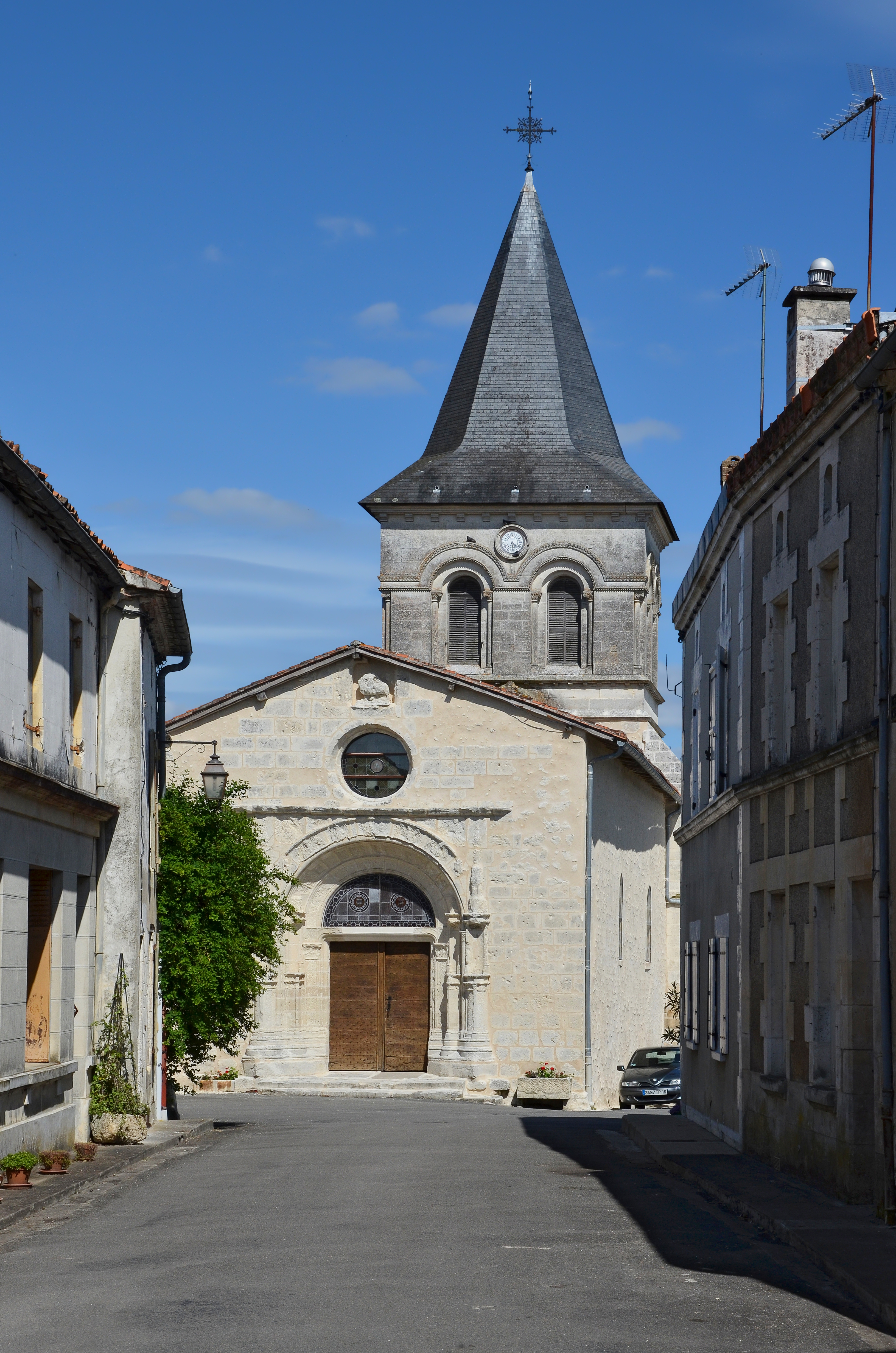
L'église.
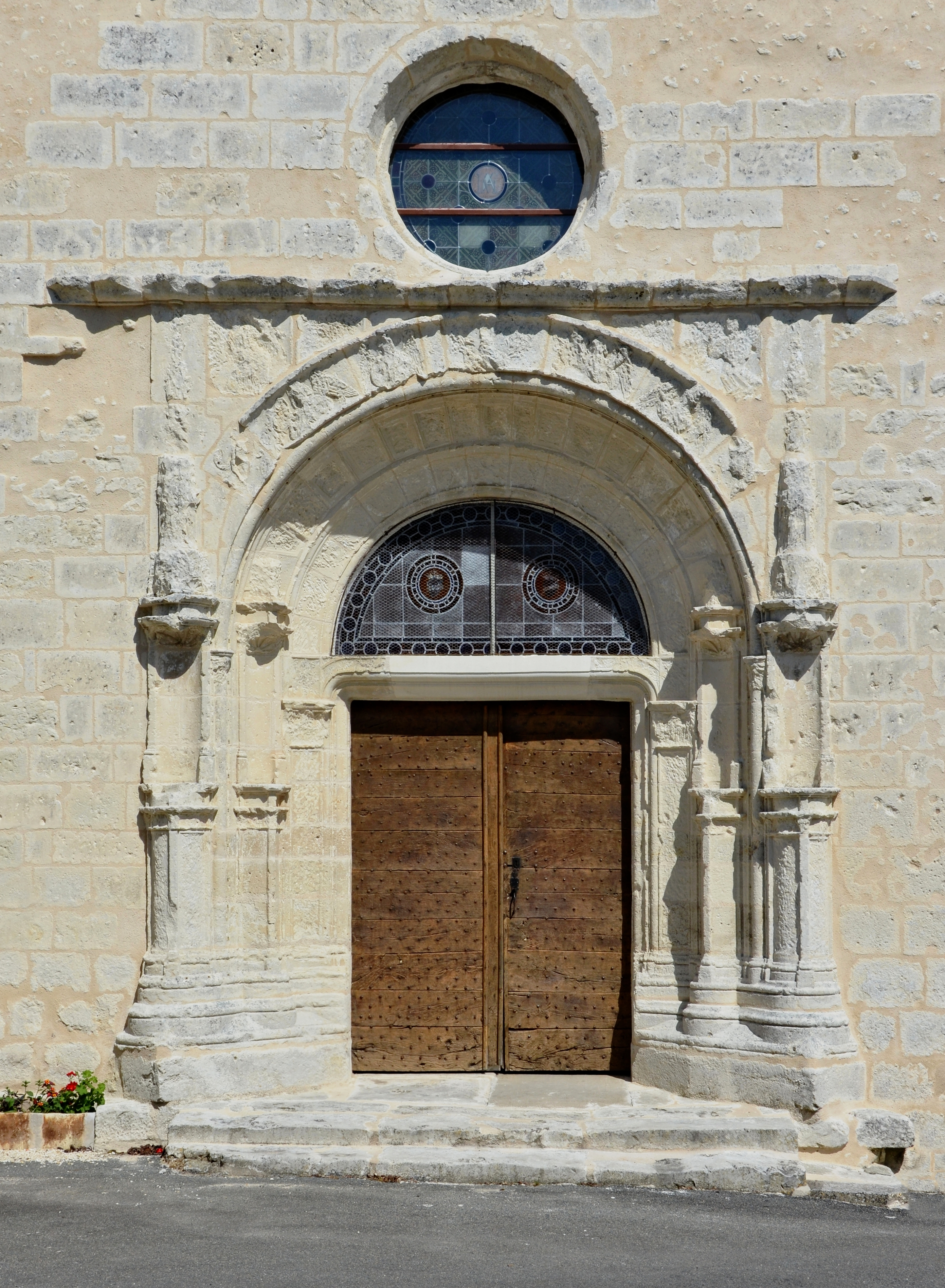
Le portail.

L'église paroissiale Saint-Martin est au centre du bourg et surplombe la vallée.

### Patrimoine civil
La commune comptait de nombreux moulins sur la Lizonne. Le moulin Sartier était un moulin à papier au XVIIe siècle avant d'être un moulin à blé à partir du XVIIIe siècle et même à huile de noix. La minoterie et ses machines datent de 1907.

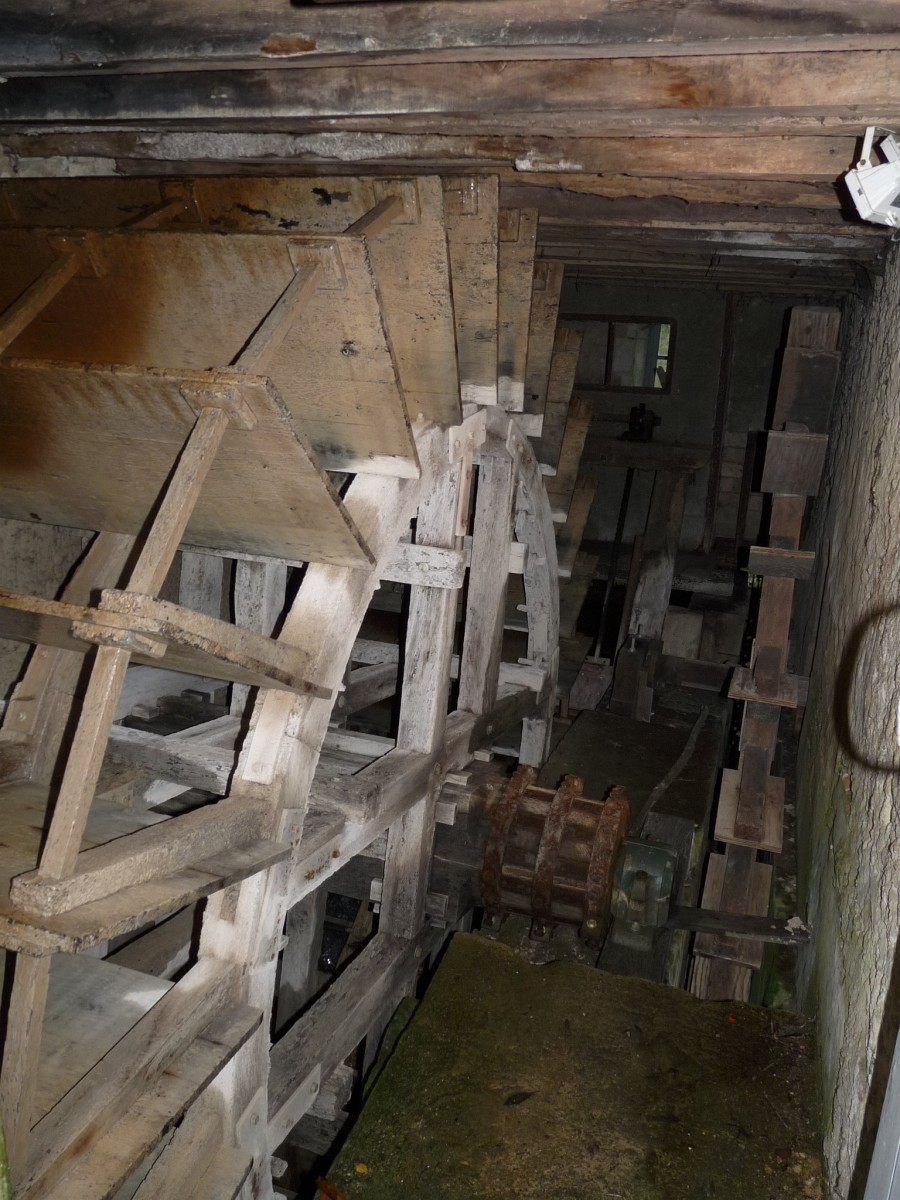
La roue à aubes.
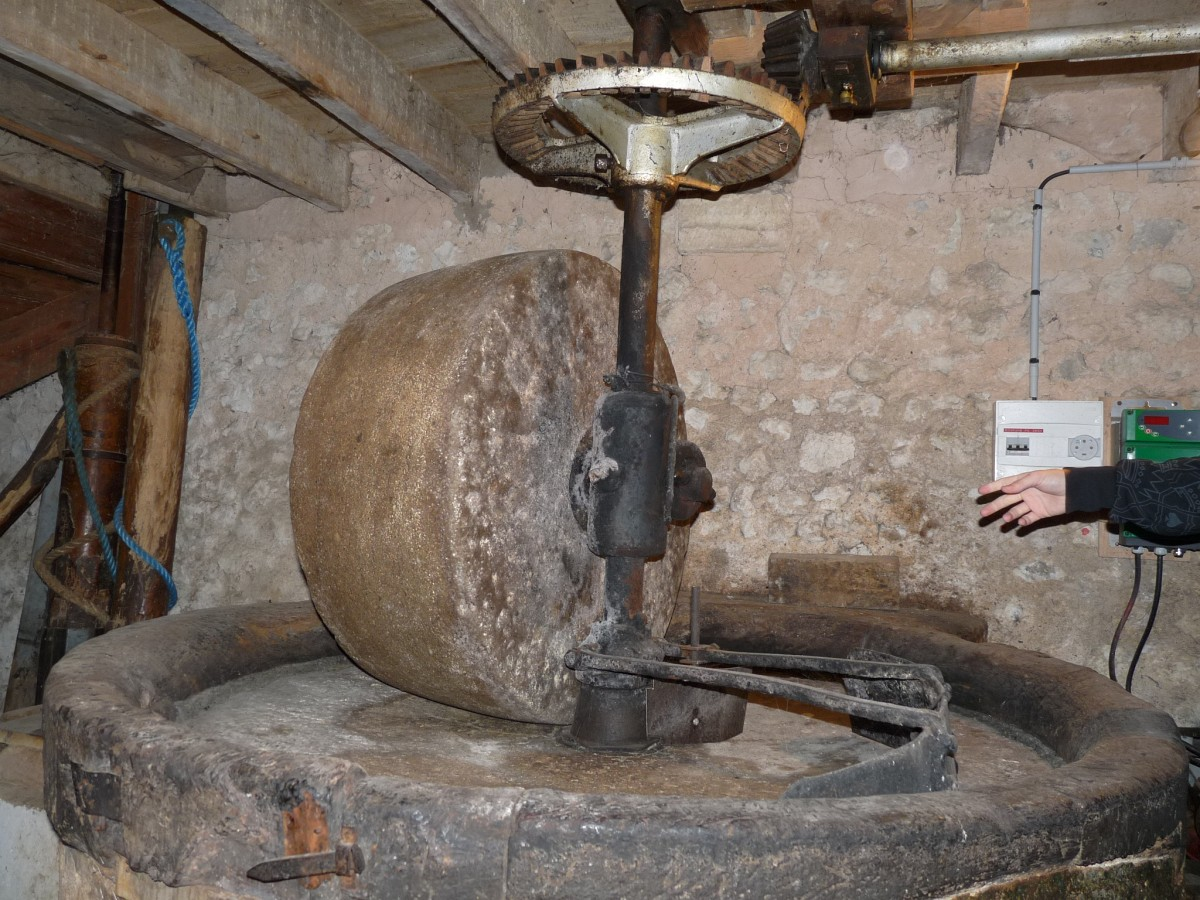
La meule pour broyer les noix.
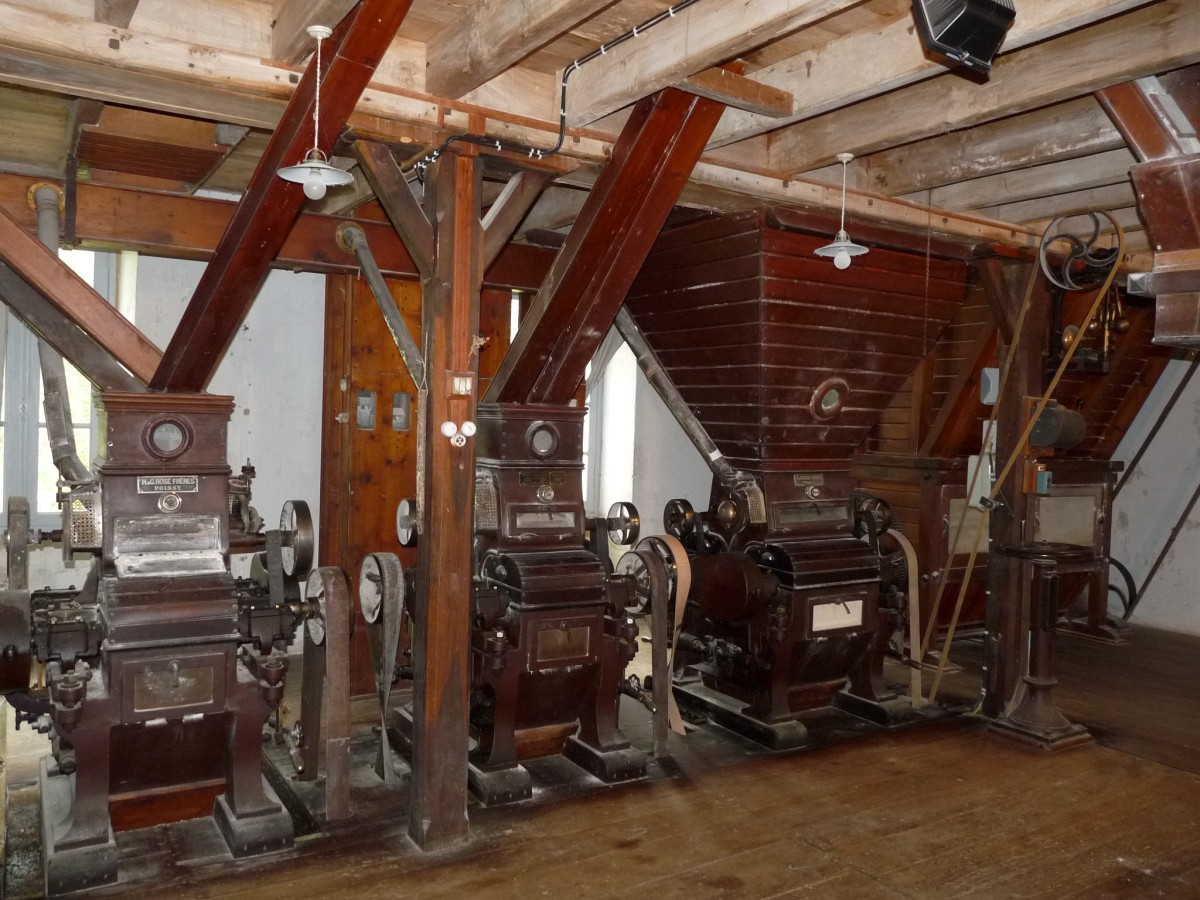
La salle des broyeurs.
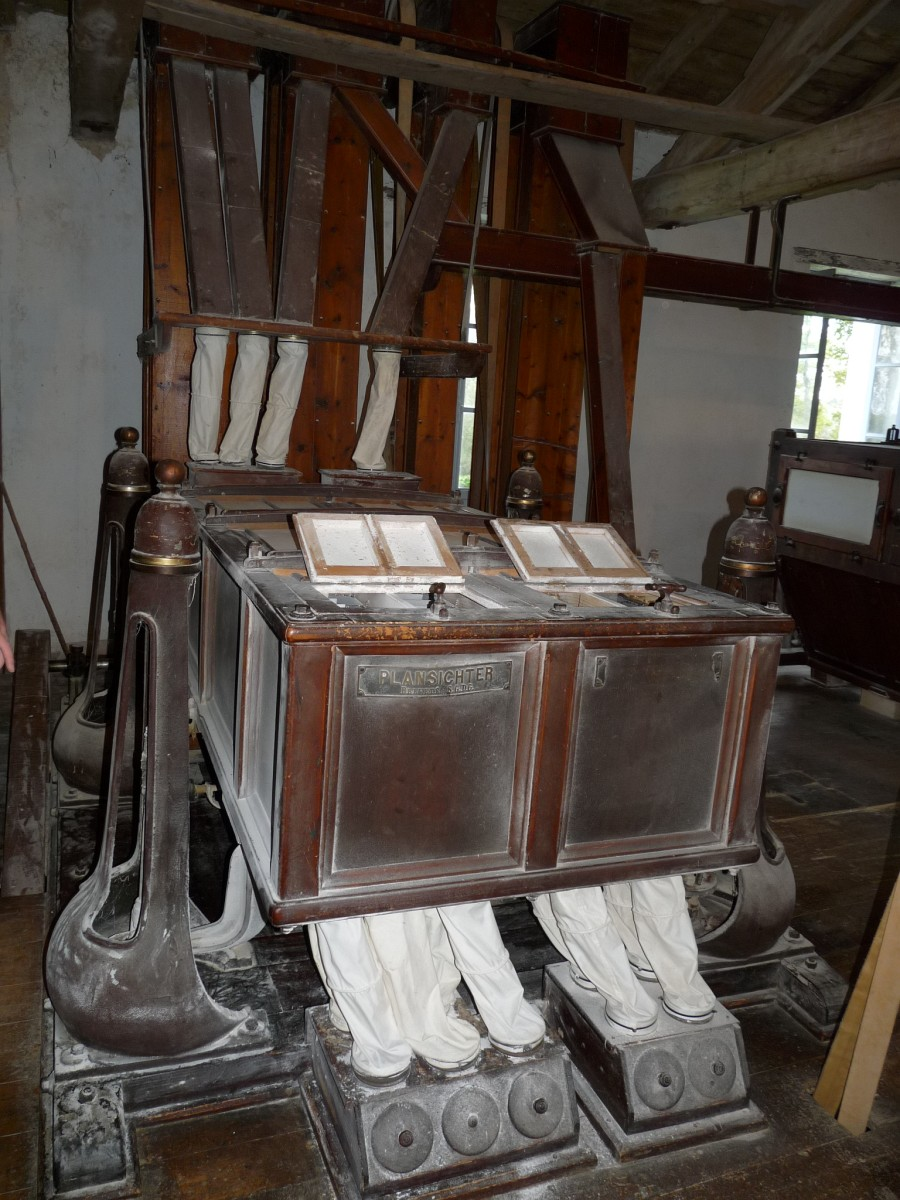
Le plansichter, servant de tamis.
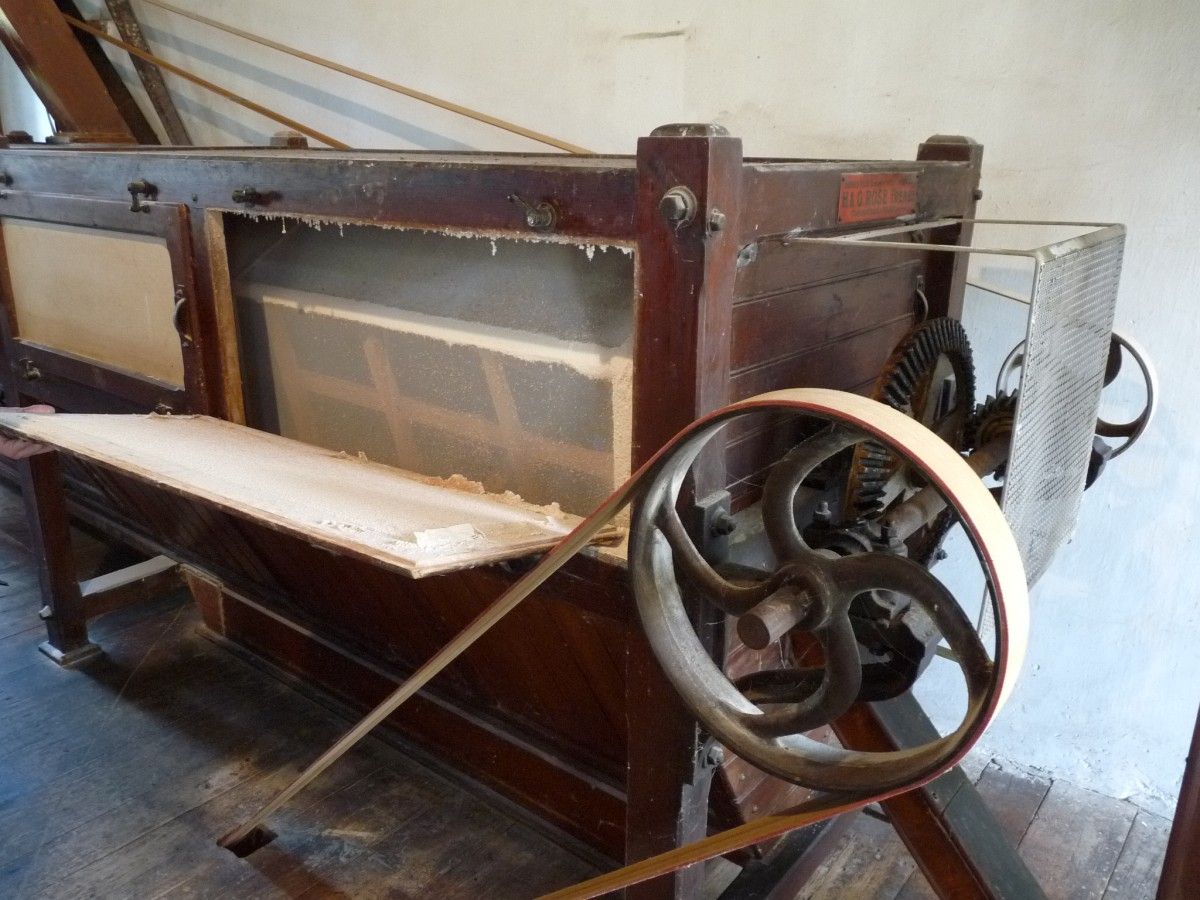
Le blutoir, à section hexagonale.